# Frits & Franky
Frits & Franky is een  Vlaamse langspeelfilm van Marc Punt. De film is het vervolg op de film Frits & Freddy (2010).
Het scenario van de film wordt weer geschreven door Marc Punt, die ook de regie voor zijn rekening neemt. In de film spelen onder meer Peter Van den Begin, Reinhilde Decleir en Peter Paul Muller. Tom Van Dyck zal niet terugkeren in de rol van Freddy. Hij wordt vervangen door Sven De Ridder die de rol van Franky zal spelen. De film wordt opnieuw opgenomen in de Lommelse Sahara, maar deze keer trekken ze ook naar Griekenland voor opnamen.

## Rolverdeling
| Acteur              | Personage      |
| ------------------- | -------------- |
| Peter Van den Begin | Frits Frateur  |
| Sven De Ridder      | Franky Frateur |
| Axel Daeseleire     | Ludo Van Dam   |
| Manou Kersting      | Petrick        |
| Georgina Verbaan    | Birgit         |
| Jack Wouterse       | Nico           |
| Peter Paul Muller   | Klaas          |
| Mathijs Scheepers   | Willy Maes     |
| Eva Laurenssen      | Jolien         |
| Reinhilde Decleir   | Tante Jos      |

## Opmerkingen
- De film wordt, net zoals het eerste deel, zonder financiële steun van het Audiovisueel fonds gefilmd.